# Ален Хајнек
Џозеф Ален Хајнек (енгл. Josef Allen Hynek; Чикаго, 1. мај 1910 — Скотсдејл, 27. април 1986) био је амерички астроном и уфолог. По образовању доктор астрофизике. Он је најбоље упамћен по свом истраживању НЛО-а.
Хајнек је деловао као научни саветник НЛО студијима које су проводиле америчке ваздушне снаге под три наслова:
1. Пројекат Знак (1947 — 1949)
2. Пројекат Инат (1949 — 1952)
3. Пројекат Плава књига (1952 — 1969)

Деценијама после, спроводио је сопствена независна НЛО истраживања. Истраживао је и блиске сусрете.